# Campecopea hirsuta
Campecopea hirsuta es una especie de crustáceo isópodo marino intermareal de la familia Sphaeromatidae.

## Distribución geográfica
Se distribuye por el Atlántico nororiental y el Mediterráneo occidental.